# Divisione passeggeri nazionale/internazionale
La Divisione passeggeri nazionale/internazionale è una struttura di Trenitalia, che si occupa di gestire il trasporto ferroviario di passeggeri in ambito nazionale e internazionale, i cosiddetti treni a media e lunga percorrenza (treni InterCity e Frecciabianca e Frecce Alta Velocità ovvero Frecciarossa e Frecciargento).
Dal novembre 2006, sotto le dipendenze della sua sottostruttura Marketing N/I, è stata posta anche la figura del "product manager alta velocità", derivazione della soppressa Direzione alta velocità, che ha in carico la gestione del trasporto ferroviario sulle linee ferroviarie ad alta velocità. Dal 2009 sotto la struttura Esercizio N/I sono state istituite Esercizio Frecciarossa, Esercizio Frecciargento, Esercizio Frecciabianca.
Inoltre è anche proprietaria degli Impianti manutenzione corrente di Torino, Martesana-Greco, Firenze, Mestre, Roma, Napoli, Bari-Lecce, Reggio Calabria e Palermo.
L'attuale direttore è Gianfranco Battisti.

## Storia
Nasce originariamente nel 1993 come "Area trasporto" per diventare "Area strategica d'affari passeggeri" il 6 marzo 1996 nell'ambito di un riassetto del gruppo Ferrovie dello Stato.
Il 10 maggio 1999 viene trasformata in "Divisione passeggeri".
Il 13 marzo 2005 diventa "Business unit passeggeri nazionale e internazionale" inquadrata, insieme alla Business unit passeggeri locale, sotto la Direzione generale operativa passeggeri.
Nel gennaio 2006 diventa "Direzione passeggeri nazionale/internazionale" per diventare infine Divisione nel novembre 2006.

## Sottostruttura
Inoltre presiede:
- Programmazione e controllo N/I
- Risorse umane passeggeri N/I
- Sicurezza di sistema N/I
- Marketing N/I
- Vendita N/I
- Customer service N/I
- Vendita e assistenza servizi di base N/I
- Esercizio N/I
  - Manutenzione corrente N/I
  - Produzione N/I

## Fonti
- miol.it.
- miol.it.
- filtcgil.it, su docs.google.com.
- fitcislpdvenezia.org (PDF) [collegamento interrotto], su fitcislpdbvenezia.org.